# Donald Rumsfeld
Donald Henry Rumsfeld (Chicago, Illinois; 9 de julio de 1932-Taos, Nuevo México; 29 de junio de 2021) fue un político, funcionario, politólogo y empresario estadounidense que ocupó el cargo de secretario de Defensa de 1975 a 1977 durante el mandato de Gerald Ford, y de nuevo de 2001 a 2006 durante la presidencia George W. Bush. Fue la persona más joven y, a la vez, la segunda de más edad que ha ocupado el cargo de secretario de Defensa. Además, fue congresista por Illinois durante tres mandatos (1963-1969), director de la Oficina de Oportunidades Económicas (1969-1970), consejero del presidente (1969-1973), representante permanente de Estados Unidos en la OTAN (1973-1974) y jefe de Gabinete de la Casa Blanca (1974-1975). Entre sus mandatos como secretario de Defensa, fue director general y presidente de varias empresas.
Nacido en Illinois, Rumsfeld asistió a la Universidad de Princeton, donde se licenció en Ciencias Políticas en 1954. Después de servir en la Marina durante tres años, organizó una campaña para el Congreso en el 13º Distrito del Congreso de Illinois, ganando en 1962 a la edad de 30 años. Mientras estuvo en el Congreso, fue uno de los principales copatrocinadores de la Ley por la Libertad de Información. Aceptó un nombramiento del presidente Richard Nixon para dirigir la Oficina de Oportunidades Económicas en 1969; nombrado consejero por Nixon y con derecho a un estatus de gabinete, también dirigió el Programa de Estabilización Económica antes de ser nombrado embajador en la OTAN. Llamado de nuevo a Washington en agosto de 1974, fue nombrado jefe de gabinete por el presidente Ford. Reclutó a un joven colaborador suyo, Dick Cheney, para que le sucediera cuando Ford le nombró secretario de Defensa en 1975. Cuando Ford perdió las elecciones de 1976, Rumsfeld volvió a la vida empresarial y financiera en el sector privado, y fue nombrado presidente y director general de la empresa farmacéutica G. D. Searle & Company. Posteriormente fue nombrado director general de General Instrument de 1990 a 1993 y presidente de Gilead Sciences de 1997 a 2001.
Rumsfeld fue nombrado secretario de Defensa por segunda vez en enero de 2001 por el presidente George W. Bush. Como secretario de Defensa, Rumsfeld desempeñó un papel fundamental en la invasión de Afganistán y en la guerra de Irak, conflictos bélicos donde murieron cientos de miles de civiles. Antes y durante la guerra de Irak, afirmó que Irak tenía un programa activo de armas de destrucción masiva; sin embargo, nunca se encontraron dichas armas ni indicios de las mismas. Un informe del inspector general del Pentágono descubrió que el principal asesor político de Rumsfeld «desarrolló, elaboró y luego difundió entre los altos responsables de la toma de decisiones evaluaciones de inteligencia alternativas sobre la relación entre Irak y Al Qaeda, que incluían algunas conclusiones que no coincidían con el consenso de la Comunidad de Inteligencia». El mandato de Rumsfeld fue controvertido por el uso extendido de tortura y el escándalo de torturas y abusos de prisioneros de Abu Ghraib. Rumsfeld fue perdiendo apoyo político y dimitió a finales de 2006. En sus años de retiro, publicó una autobiografía, Known and Unknown, así como el libro Rumsfeld's Rules: Leadership Lessons in Business, Politics, War, and Life. Murió el 29 de junio de 2021, a la edad de 88 años.

## Biografía

### Primeros años
Donald Henry Rumsfeld, hijo de un piloto de la Armada de los Estados Unidos, nació en Chicago el 9 de julio de 1932. En su juventud fue campeón de lucha libre además de capitán de un equipo de fútbol americano y se licenció en ciencias políticas en la Universidad de Princeton. Terminados sus estudios se alistó en la Armada en 1954, donde sería piloto de cazas durante tres años.

### Carrera política
En 1957 llegó por primera vez a Washington como asistente administrativo de un congresista y en 1962, a la edad de treinta años, él mismo fue elegido congresista republicano por el distrito de la exclusiva zona de North Shore, en Illinois. Sería la primera de cuatro legislaturas en el Congreso, siendo reelegido en 1964, 1966 y 1968.
En el Congreso, sirvió en el Comité Económico Conjunto, el Comité de Ciencia y Aeronáutica y el Comité de Operaciones Gubernamentales, así como en los Subcomités de Operaciones Militares y Exteriores. Y fue cofundador del Consejo Interparlamentario EE. UU.-Japón. 
En 1965, Rumsfeld fue uno de los líderes de la facción de jóvenes legisladores republicanos, conocidos como young turks que forzaron un cambio generacional en el liderazgo republicano de la Cámara de Representantes. El veterano Congresista Charles Halleck, de Indiana, fue depuesto como líder de la Minoría y sustituido por el más joven congresista Gerald Ford, de Míchigan.
Durante las décadas de 1960 y 1970 fue una de las jóvenes estrellas en alza del Partido Republicano y rival de George Bush, otra de las estrellas en alza dentro del partido. En las presidenciales de 1968, los nombres de ambos estuvieron entre las opciones barajadas por Richard Nixon para seleccionar a su candidato vicepresidencial. Pero Nixon prefirió a Spiro Agnew y nombró a Rumsfeld director de la Oficina de Oportunidades Económicas, un puesto con categoría de consejero personal del presidente.
Entre 1973 y 1974 estuvo en Bruselas como embajador de Estados Unidos ante la OTAN hasta que, tras la dimisión del presidente Nixon, se le pidió que volviera a Washington para presidir el equipo de transición de Gerald Ford, al que conocía de sus años en la Cámara de Representantes. Integró el equipo de transición con el exgobernador de Pensilvania, William Scranton, el secretario de Interior Rogers Morton y el consejero presidencial John Marsh.

### Jefe de Gabinete de la Casa Blanca (1974-1975)
En septiembre de 1974, el presidente Ford le pidió que aceptara el comprometido cargo de jefe de Gabinete de la Casa Blanca. En ese cargo, Rumsfeld sería responsable de transmitir y ejecutar las órdenes del presidente y de llevar toda su agenda de compromisos, con poder para determinar lo que este necesitaba, o a quién veía. A diferencia de Nixon, el presidente Ford quería ser accesible para el resto de los miembros del Gabinete y los senadores, por lo que Rumsfeld no intentó controlar las reuniones políticas y procuró que cada asesor del equipo tuviera su oportunidad de expresarse o disentir ante el presidente. 
Estuvo involucrado en varias luchas internas de poder. Se impuso sobre Robert Hartmann, el principal asesor de Ford y uno de sus hombres más cercanos: Rumsfeld convenció al presidente para que limitara el papel de Hartmann a mero redactor de discursos, y no invadiera sus competencias de jefe de Gabinete. También chocó con el vicepresidente Nelson Rockefeller a la hora de decidir nombramientos para el personal de la Casa Blanca, y cuando Ford decidió optar a la reelección, Rumsfeld indujo a Howard Callaway, uno de los hombres fuertes de la campaña electoral, a que dijera al presidente que Rockefeller podía ser un problema en el resultado electoral de 1976. 
También le tocó poner en orden el gabinete, integrado por personal propio de Ford y personal heredado de la Administración Nixon. Fue el principal impulsor de la reorganización del gabinete en octubre de 1975: preocupado de que Henry Kissinger se llevara todo el crédito de la política exterior, ensombreciendo el protagonismo del presidente, aconsejó relevar a Kissinger de su doble papel como consejero de Seguridad Nacional, dejándolo sólo como secretario de Estado, y despedir al secretario de Defensa James Schlesinger, al que sustituiría él mismo.

### Secretario de Defensa (1975-1977)

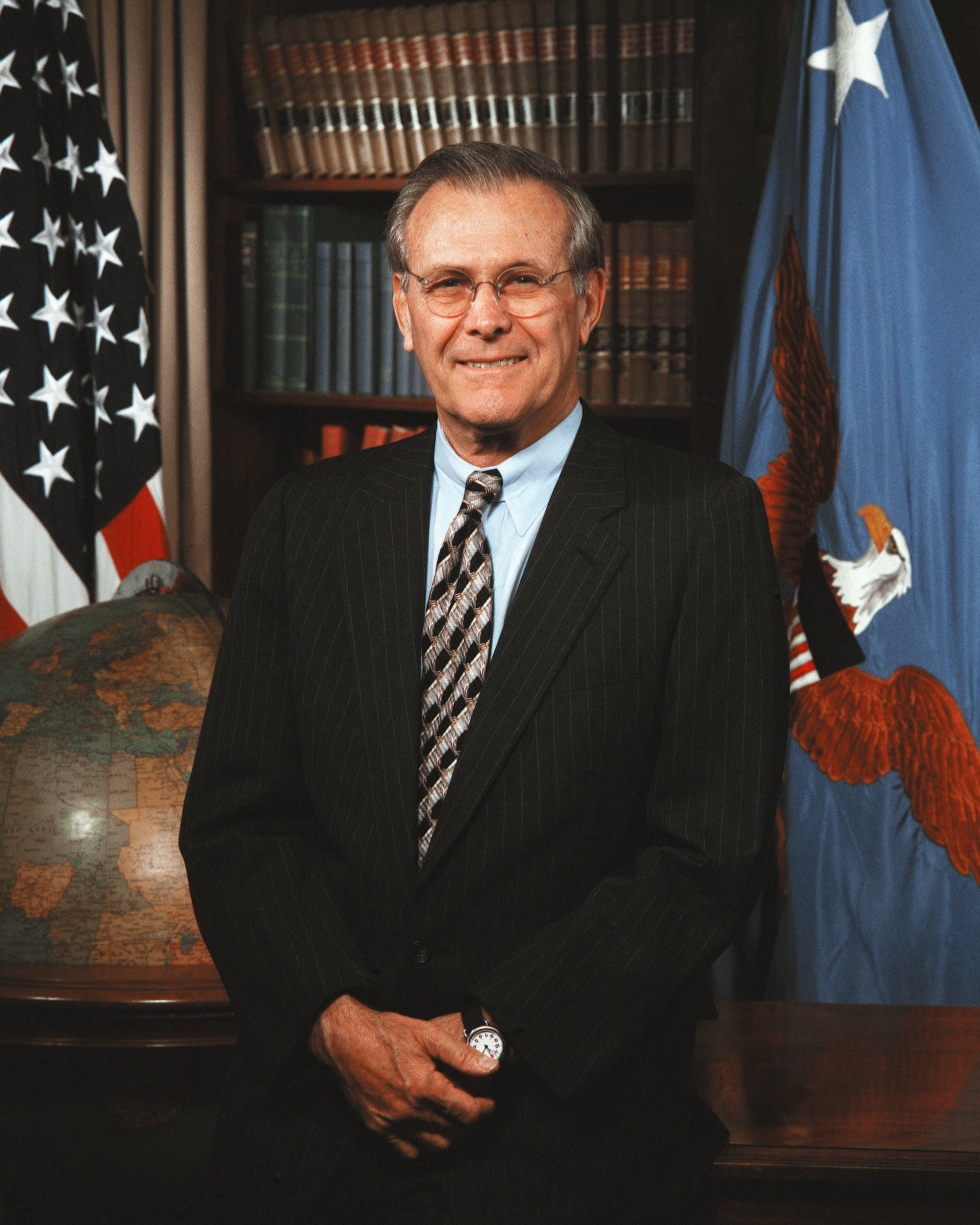
Donald Rumsfeld como secretario de Defensa.

Al cabo de un año como jefe de gabinete, Ford nombró a Rumsfeld nuevo secretario de Defensa para cubrir el puesto de James Schlesinger. Con solo 43 años y en plena crisis militar después de la experiencia de Vietnam, se convirtió en el secretario de Defensa más joven de la historia de los Estados Unidos. 
Por su exigente gestión en el Pentágono se granjeó el respeto de los militares. Aconsejó al presidente Gerald Ford abandonar el término de «distensión» y creía inútiles los programas de control de armamentos negociados con la Unión Soviética porque pensaba que a la larga resultaría en inestabilidad para el mundo debido a que la URSS mostraba una superioridad manifiesta en armamento convencional. Se opuso sin cautelas a la ratificación del Tratado de Limitación de Armas Estratégicas (SALT) firmado con la Unión Soviética en 1972.
Tras la derrota de Ford en las elecciones presidenciales de 1976, pasó al sector privado, siendo presidente de la junta de directores en la multinacional farmacéutica G.D. Searle & Company.

### Participación en la Administración Reagan

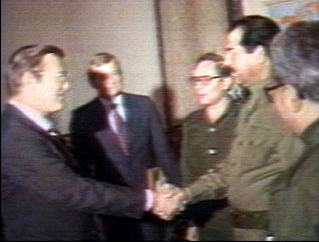
Rumsfeld con Saddam Husein el 20 de diciembre de 1983.

Ronald Reagan lo nombró enviado especial a Oriente Próximo en 1983 y miembro del Comité Asesor de Control de Armamento (1982-1986). En estos años fue también enviado especial del presidente para la Ley del Tratado de los Mares (1982-1983), asesor presidencial en el Panel de Sistemas Estratégicos (1983-1984) y miembro de la Comisión Asesora de Relaciones EE. UU.-Japón (1989-1991), la Comisión Nacional de Servicio Público (1987-1990) y la Comisión Nacional Económica (1988-1989).
Cuando fue enviado especial de Reagan en Oriente Próximo tuvo una reunión de noventa minutos con Saddam Hussein para darle apoyo táctico en su guerra contra Irán y para acelerar la producción de petróleo de Irak por medio de un oleoducto que cruzaría Siria.
Durante la administración de Reagan, Rumsfeld había sido uno de los articuladores de la Iniciativa de Defensa Estratégica (SDI) conocida como «Guerra de las Galaxias» y, tal vez por su experiencia sobre esa materia, en 1998 el presidente Bill Clinton lo nombró presidente de la Comisión de Estados Unidos sobre la Amenaza de Misiles Balísticos que evaluó la amenaza de los misiles balísticos contra Estados Unidos.

### Secretario de Defensa (2001-2006)
Junto a otros exfuncionarios e intelectuales, Rumsfeld había enviado al presidente Bill Clinton una carta, que se convertiría en el embrión del Proyecto para un Nuevo Siglo Americano, en la que criticaba las estrategias de «retirada reflexiva» basadas en la utilización del disuasorio misil de crucero y pidiendo la sustitución de esa estrategia de disuasión por una estrategia más ofensiva.
Esa estrategia la pudo poner en práctica cuando el presidente George W. Bush lo nombró de nuevo secretario de Defensa, convirtiéndose esta vez en la persona de mayor edad que se convertía en jefe del Pentágono. Nada más tomar posesión en enero de 2001, abogó por una modernización de las fuerzas armadas, por el cierre de bases militares en el extranjero y por el abandono de lo que él consideraba programas obsoletos.
Durante su periodo como jefe del Pentágono, se llevó a cabo la mayor reestructuración del Departamento en toda su historia desde que fue creado en los años 1940 durante la Administración Truman. Rumsfeld dirigió la reorganización de la estructura militar global de los Estados Unidos, conocida como Unified Command Plan, bajo la que se estableció el nuevo U.S. Northern Command y el U.S. Strategic Command, en sustitución de los viejos Strategic y Space Commands. 
El plan de Rumsfeld para la modernización de las Fuerzas Armadas, que incluía el cierre de numerosas bases y el abandono de programas de armamento que juzgaba obsoletos, tropezó pronto con la oposición de los generales e incluso sus correligionarios republicanos en el Congreso. No obstante, persistió en su objetivo último de elaborar una estrategia militar para el siglo XXI hasta convertir al ejército en una especie de policía global y galáctica, frente a los que seguían abogando por una overwhelming force (fuerza aplastante) sobre el terreno. En su opinión el centro de los intereses de EE. UU. ya no estaba en Europa, sino en Asia. 

El secretario de Defensa Rumsfeld y el vice primer ministro israelí Shimon Peres en 2001.

Bajo su mandato, apoyado principalmente en la nueva situación geopolítica surgida tras el 11-S, el presupuesto del Departamento de Defensa se disparó más que nunca antes. Consiguió desplazar hacia el Pentágono importantes partidas presupuestarias destinadas a priori a la Inteligencia civil, lo cual provocó un importante cisma entre el Pentágono y la comunidad de Inteligencia. Se podría decir que durante su mandato el Pentágono invadió competencias, tanto de Inteligencia como diplomáticas, representando un papel protagonista en ámbitos que en condiciones normales corresponderían a la CIA o el Departamento de Estado. 
Cultivó unas relaciones de amor y odio con el Congreso. Consciente del poder de su apabullante personalidad, era capaz de hacer balbucear a los senadores que le interrogaban en sus comparecencias ante el Comité de Defensa del Senado. Su estilo seco y dominador no facilitó las relaciones con sus subordinados, civiles o militares.

### Proyecto de Escudo Antimisiles
En su obsesión por la modernización tecnológica, también estableció como una de sus prioridades la futura construcción de un escudo antimisiles heredero del proyecto Iniciativa de Defensa Estratégica (SDI). Revitalizó los programas de desarrollo y test de misiles, gracias a que, en diciembre de 2001, la Administración Bush denunció el tratado ABM firmado en 1972 con la Unión Soviética y que imponía trabas al desarrollo de ese tipo de programas balísticos.
El secretario Rumsfeld explicó que EE. UU. tenía que hacer frente a los Estados tiranos extendiendo el proyecto desde Canadá hasta Nueva Zelanda, de Europa a Asia. En mayo de 2001 emprendió una ofensiva diplomática para convencer a sus aliados de la OTAN de las virtudes del nuevo programa de Escudo Antimisiles. Sin embargo, se encontró con la oposición de la mayoría de gobiernos extranjeros que veían en el proyecto un incentivo para una nueva carrera de armamentos.
Este nuevo sistema presuponía el abandono de la lógica de la disuasión, todavía en vigor. El programa se desarrollaría en tres fases. En una primera etapa —2007— serían desplegados en Alaska una veintena de misiles. En una segunda fase, EE. UU. podría colocar en alerta a otros 100 misiles defensivos, dispuestos para desbaratar y neutralizar posibles señuelos en la hipótesis de que el enemigo hubiera situado en un misil varias cabezas para engañar a la defensa adversaria. Esta segunda fase no estaría a punto antes de 2010. La tercera fase se iniciaría en 2011 con la instalación de 125 misiles defensivos en Alaska y otros 125 en Dakota del Norte. El dispositivo se completaría, para asegurar su eficacia, además de con este cinturón de misiles en tierra, con la instalación en el espacio de satélites encargados de desviar el vuelo de los misiles inetrcontinentales enemigos.
El coste de la instalación estaría considerado en cientos de miles de millones de dólares. Para ello, en sus cuatro primeros años de mandato, el presidente Bush pididó un incremento del 50% en el presupuesto de Defensa y para los siguientes diez años, Rumsfeld reclamó una ampliación del presupuesto de 200 000 a 300 000 millones de dólares.
Según sus críticos, la nueva doctrina estratégica de Rumsfeld corría el riesgo de debilitar la construcción de una paz basada en el control mutuo. Pero en contrapartida a este escudo antimisiles, el Pentágono se comprometió a reducir unilateralmente la cantidad de armas nucleares estadounidenses. Lo que se tradujo en la histórica firma del acuerdo de reducción de armas nucleares entre el presidente Bush y Vladímir Putin el 24 de mayo de 2002 que liquidaría definitivamente la Guerra Fría. Según el tratado firmado, durante los 10 años siguientes, Estados Unidos y Rusia desmantelarían en dos tercios sus arsenales nucleares de largo alcance. EE. UU. pasaría de las cerca de 7000 cabezas nucleares de que disponía en 2002 a unas 2200 en 2012, mientras que Rusia reduciría sus 6000 cabezas hasta 2000. 
El acuerdo suscrito entre Bush y Putin reemplazaba al Start-II (de 1993, que fijó la reducción de cabezas nucleares entre 3500 y 3500 para el 2007, pero que nunca llegó a ser ratificado), que sustituía a su vez al Start-I (de 1991, que marcó el inicio del acercamiento ruso-americano). El nuevo tratado entró en vigor tres meses después de su ratificación por el Senado estadounidense y por la Duma rusa.
El Nuevo Escudo Antimisiles tendrá bases de misiles interceptores en Polonia y la República Checa.

### Guerras de Afganistán (2001) e Irak (2003)
Partidario de una estrategia militar sin concesiones, tras los atentados terroristas del 11 de septiembre de 2001, Donald Rumsfeld fue el estratega militar y máximo defensor de la llamada Operación Libertad Duradera en Afganistán y de la Invasión de Irak de 2003.
La guerra de 2001 en Afganistán se inició el 7 de octubre de 2001, ante la negativa del régimen talibán que gobernaba Afganistán de entregar a Osama bin Laden que estaba en ese país, considerado responsable principal de los ataques del 11-S. Estados Unidos emprendió, con apoyo de la ONU y con el consenso de la comunidad internacional, una serie de bombardeos sobre Afganistán, con el fin de derrocar al régimen gobernante y encontrar a su enemigo público número uno. Los bombardeos se centraron en las ciudades de Kabul, Kandahar y Jalalabad y se apoyaron en el avance de la Alianza del Norte por tierra, sin necesidad de utilizar tropas terrestres estadounidenses. Tuvo como resultado el fin del régimen extremista talibán y la ocupación estadounidense, con la imposición de Hamid Karzai, como nuevo presidente. No obstante, Bin Laden no fue capturado. Pero otros combatientes con nexos con Al Qaeda y el régimen talibán fueron hechos prisioneros y trasladados a la Base Naval de la Bahía de Guantánamo.
Con el prestigio y la ambición de los mandos civiles del Pentágono por las nubes después del éxito en Afganistán, en marzo de 2003 dio comienzo la invasión de Irak por tropas estadounidenses y británicas siguiendo la estrategia marcada por Donald Rumsfeld y basada en la guerra tecnológica con despliegue de pocos soldados. El plan dio resultado y en apenas tres semanas las fuerzas armadas estadounidenses entraron en Bagdad siendo derrocado el régimen de Saddam Hussein. Defensor a ultranza de la guerra digital, con pocos soldados, muchas máquinas y una potencia de fuego sin parangón, sus polémicas con la jerarquía militar parecieron pronto acalladas por la fulminante derrota del régimen de Saddam Hussein en una campaña de veintiún días.

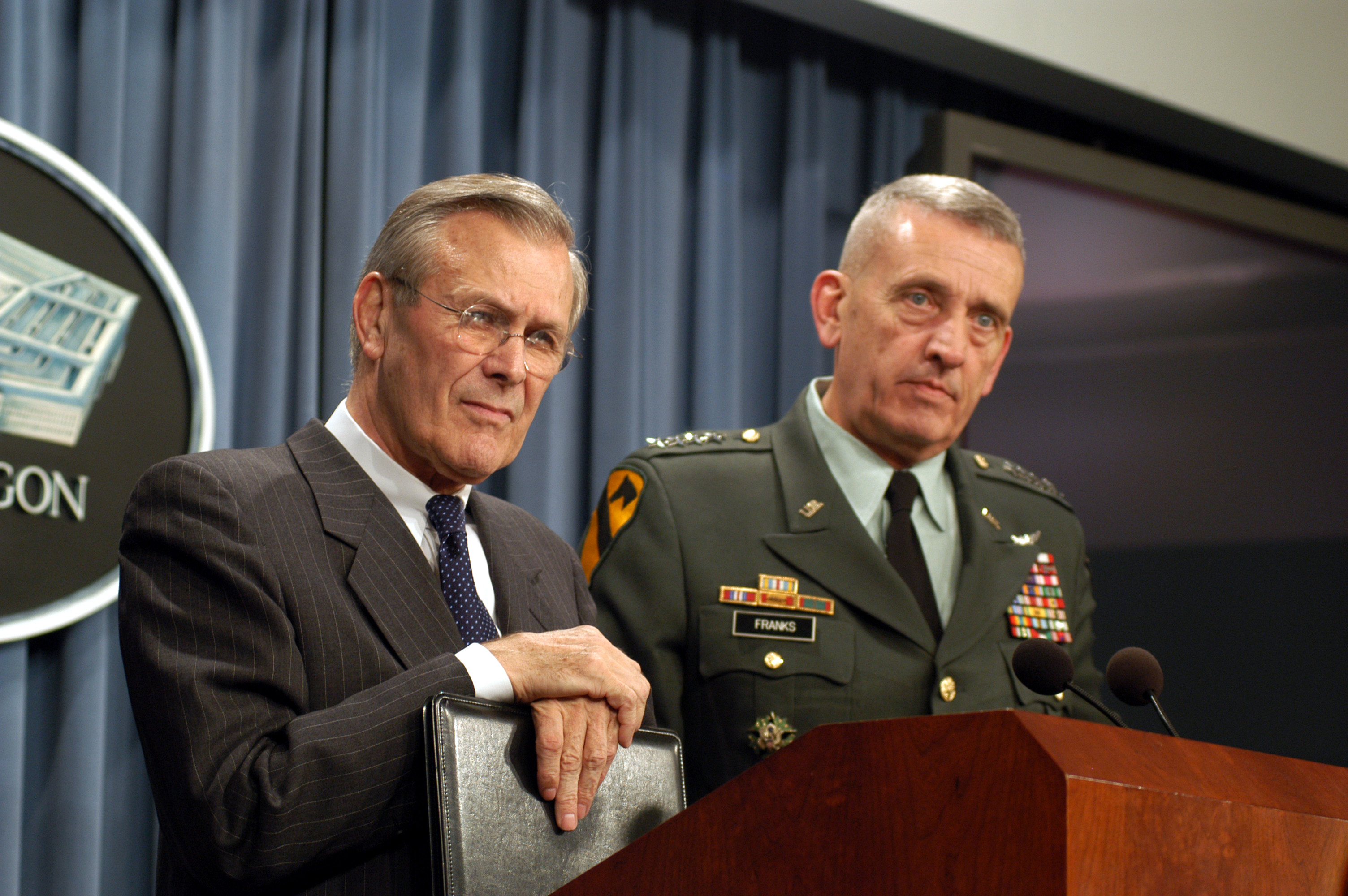
El secretario de Defensa Donald Rumsfeld y el general Tommy Franks en conferencia de prensa en 2003.

La campaña de Irak convalidó inicialmente algunas de las previsiones de la guerra electrónica: la efectividad de los bombardeos con bombas guiadas y misiles de alta precisión, la actuación de comandos de fuerzas especiales para asegurar los pozos de petróleo y la movilidad de los helicópteros Apache. Pese a los contratiempos de la primera semana y la confusión que llegó a reinar en algunas unidades, Rumsfeld mantuvo la estrategia del avance acelerado de los blindados hacia Bagdad, con pocas tropas de tierra, mientras que algunos generales eran partidarios de una pausa en los combates para consolidar las líneas de avituallamiento y esperar algunos refuerzos. Pero la rápida caída de la capital iraquí, que permitió eludir los temidos combates callejeros, fortaleció el crédito del jefe civil del Pentágono sobre los mandos militares. 
EE. UU. logró que la ONU reconociera a la nueva autoridad gobernante en el país, pero la posguerra se caracterizó por la incapacidad del ejército estadounidense para garantizar la seguridad en el país frente a los constantes ataques terroristas. A pesar de esas dificultades en el manejo del nuevo escenario en Irak o escándalos que salpicaron directamente al Pentágono, como el maltrato a los prisioneros iraquíes por parte de soldados estadounidenses en la prisión iraquí de Abu Ghraib, el presidente George W. Bush confirmó a Rumsfeld para que siguiera dirigiendo el Departamento de Defensa en su segundo mandato.
Pero las dificultades continuaron sobre el terreno. La posguerra conllevaba varios problemas para las fuerzas ocupantes; por un lado una guerra de guerrillas cada vez más profesionalizadas gracias a miembros del antiguo ejército y experiencia de campo, los constantes sabotajes de las líneas de suministro de petróleo así como los ataques a las empresas encargadas de su extracción, por otro lado la cada vez más presionada sociedad estadounidense que ofrecía una enorme limitación al gobierno en la dirección de la guerra y en sus futuras operaciones en Oriente Medio. El resultado de todas estas acciones revirtieron en una mayor inseguridad e inestabilidad social que también complacería el establecimiento de una fuerza de seguridad eficaz y el asentamiento de las nuevas instituciones nacidas de la nueva Constitución política iraquí.
El 8 de noviembre de 2006, Donald Rumsfeld dimitió de su cargo como secretario de Defensa, debido a las críticas recibidas por el Congreso y a la derrota del Partido Republicano en las elecciones de mitad de mandato celebradas el 7 de noviembre. Su sustituto fue Robert Gates, exdirector de la CIA.

### Denunciado por crímenes bélicos
El 14 de noviembre del 2006, una veintena de asociaciones de derechos humanos representadas por el abogado alemán Wolfgang Kaleck demandaron a Rumsfeld y otros cargos estadounidenses en el Tribunal Supremo alemán o Bundesgerichtshof de Karlsruhe, por crímenes de guerra cometidos en Abu Ghraib y la Base Naval de la Bahía de Guantánamo.
El Foro Social de Sevilla presentó también el día 8 de febrero de 2007 una denuncia en el Juzgado de Guardia de Sevilla contra el exsecretario de Defensa estadounidense Donald Rumsfeld, pretendiendo que fuese juzgado por crímenes contra la humanidad en la guerra de Irak.
Rumsfeld enfrentaba múltiples problemas de salud, en particular enfermedades coronarias. Murió en Taos (Estados Unidos) el 29 de junio de 2021 debido a un mieloma múltiple.